# Prostitución en Yibuti
La prostitución en Yibuti es ilegal pero está tolerada. ONUSIDA calculó en 2016 que había cerca de 3 000 prostitutas en el país.  Muchas trabajan en bares y clubes nocturnos. Hay un barrio rojo en la ciudad de Yibuti, capital homónima del país.
Debido a su posición estratégica, tropas de Estados Unidos, China, Francia, Japón, Arabia Saudí, Italia. Rusia, España, Alemania y Reino Unido están estacionadas en bases de Yibuti. La presencia de estas ha hecho aumentar la demanda de prostitución. Durante una investigación en 2015, se descubrió que casi la mitad del 775º Destacamento de Ingeniería de la Guardia Nacional del Ejército de Tennessee había utilizado prostitutas mientras estuvo estacionado en Yibuti.
Durante la Primera Guerra Mundial, los franceses crearon burdeles militares para sus tropas. La Legión Extranjera Francesa siguió utilizándolos hasta 1978.
La prevalencia del VIH entre las trabajadoras del sexo en el país es del 12,9 %.

## Tráfico sexual
Yibuti es país de origen, tránsito y destino de mujeres y niños víctimas del tráfico sexual, aunque la escasez de datos sobre casos de trata ha complicado los esfuerzos por determinar el alcance total del fenómeno. Hombres, mujeres y niños, principalmente de Etiopía y Somalia, y en menor medida de Eritrea, transitan voluntariamente por Yibuti camino de Yemen y otros lugares de Oriente Medio, sobre todo Arabia Saudí, en busca de trabajo. Un número indeterminado de estos migrantes son objeto de trata con fines sexuales en los lugares de destino.
Las mujeres migrantes y yibutianas y los niños de la calle son vulnerables al tráfico sexual en la ciudad de Yibuti, en el corredor de camiones Etiopía-Yibuti y en Obock, principal punto de partida hacia Yemen. Algunos migrantes que pretendían ser objeto de tráfico ilícito pueden ser transportados o detenidos contra su voluntad y posteriormente sometidos a trata y otras formas de abusos en Yibuti. Según los informes, algunas mujeres migrantes fueron sometidas a servidumbre doméstica y prostitución forzosa.
La Ley n.º 133 de 2016, sobre la lucha contra la trata de personas y el tráfico ilícito de migrantes, tipifica como delito todas las formas de trata; prescribe penas de cinco a diez años de prisión, y veinte cuando concurren factores agravantes, que son suficientemente estrictas y acordes con las de otros delitos graves.
En 2018, la Oficina de Vigilancia y Lucha contra la Trata de Personas del Departamento de Estado de los Estados Unidos clasificó a Yibuti como país de "nivel 2".